# Porslinsskivling
Porslinsskivling (Oudemansiella mucida) är en svampart som först beskrevs av Heinrich Adolph Schrader, och fick sitt nu gällande namn av Franz Xaver von Höhnel 1910. Porslinsskivling ingår i släktet Oudemansiella och familjen Physalacriaceae.  Arten är reproducerande i Sverige. Inga underarter finns listade i Catalogue of Life.

## Bildgalleri

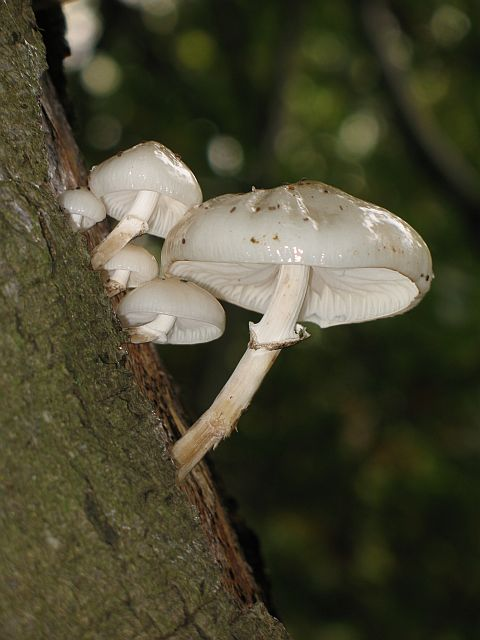
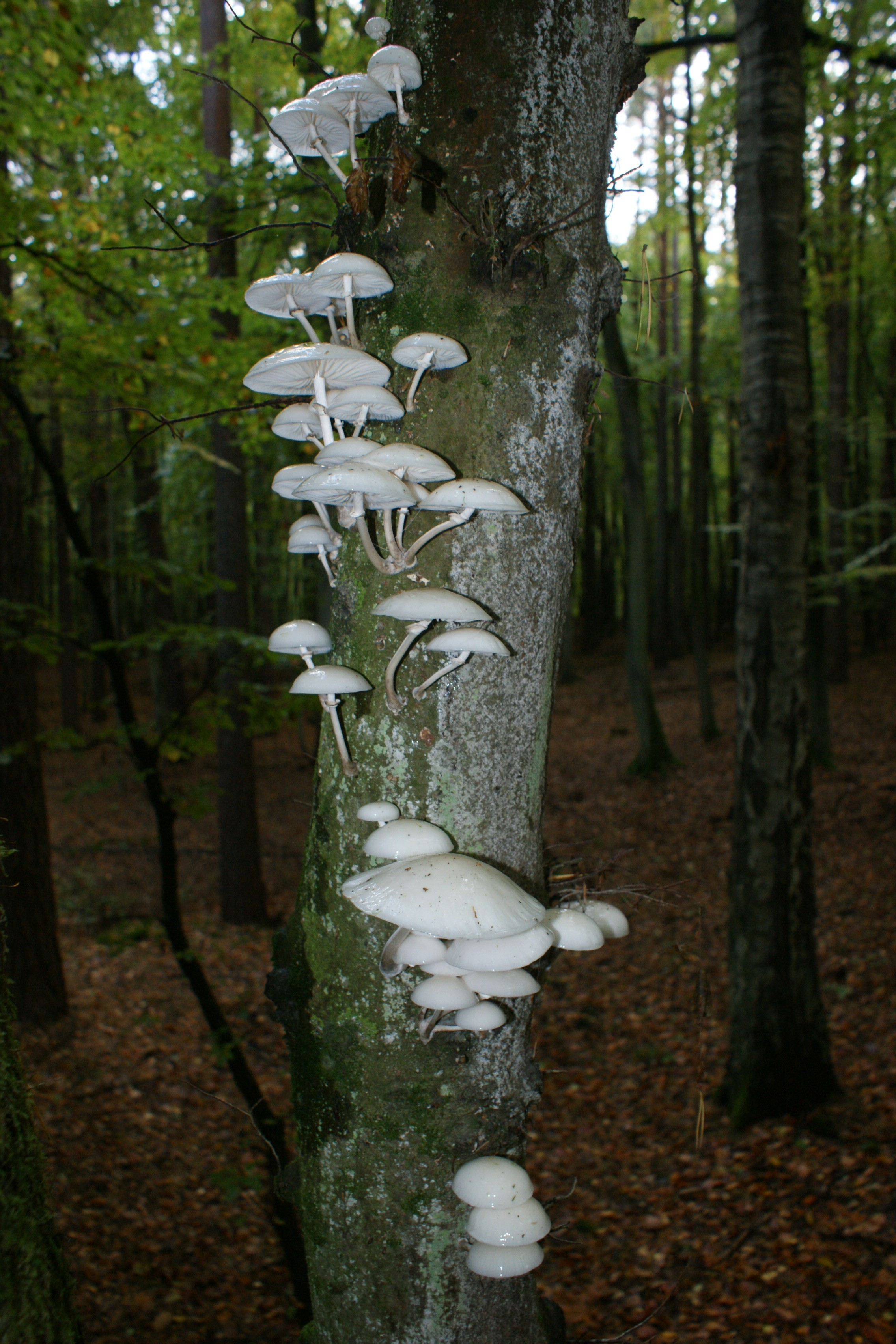
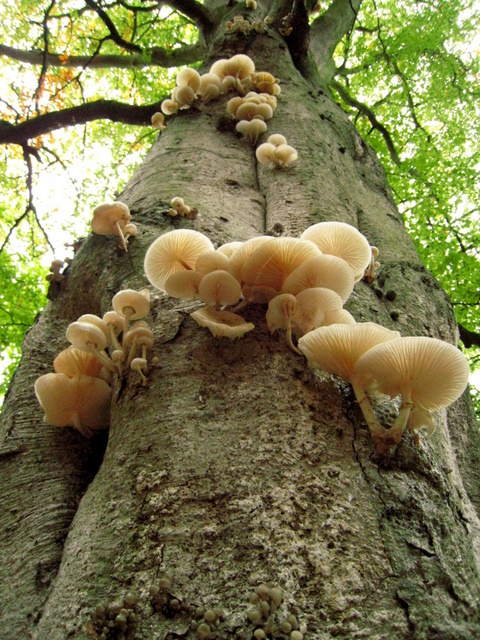
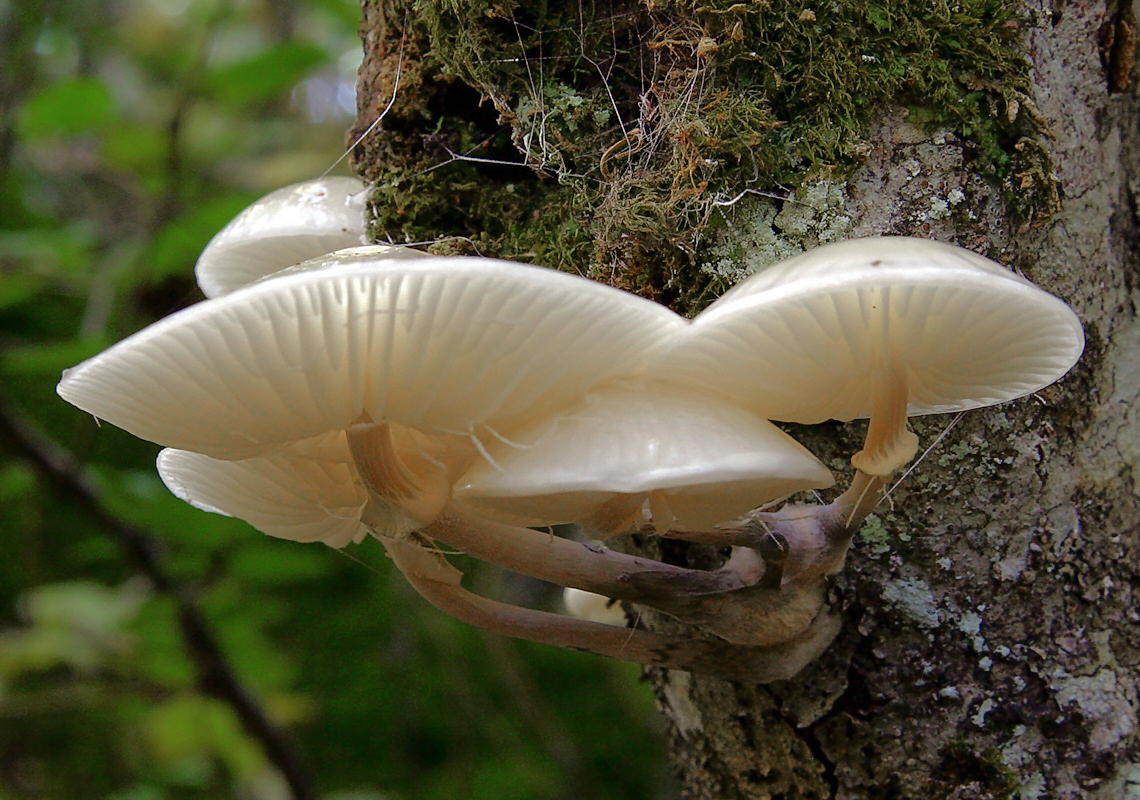
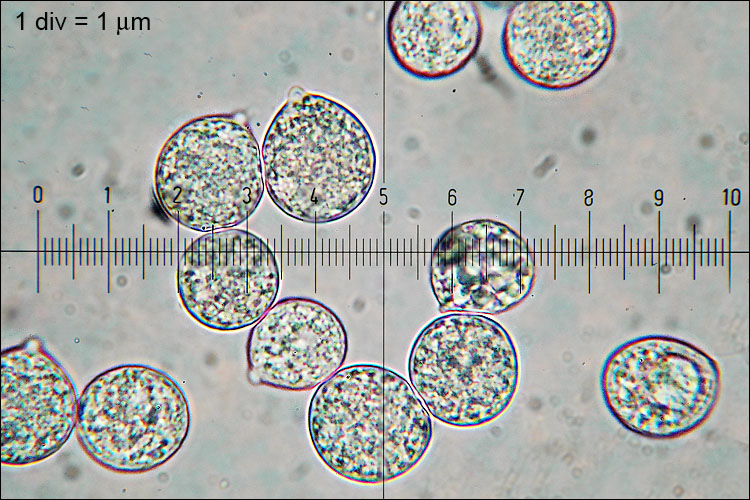
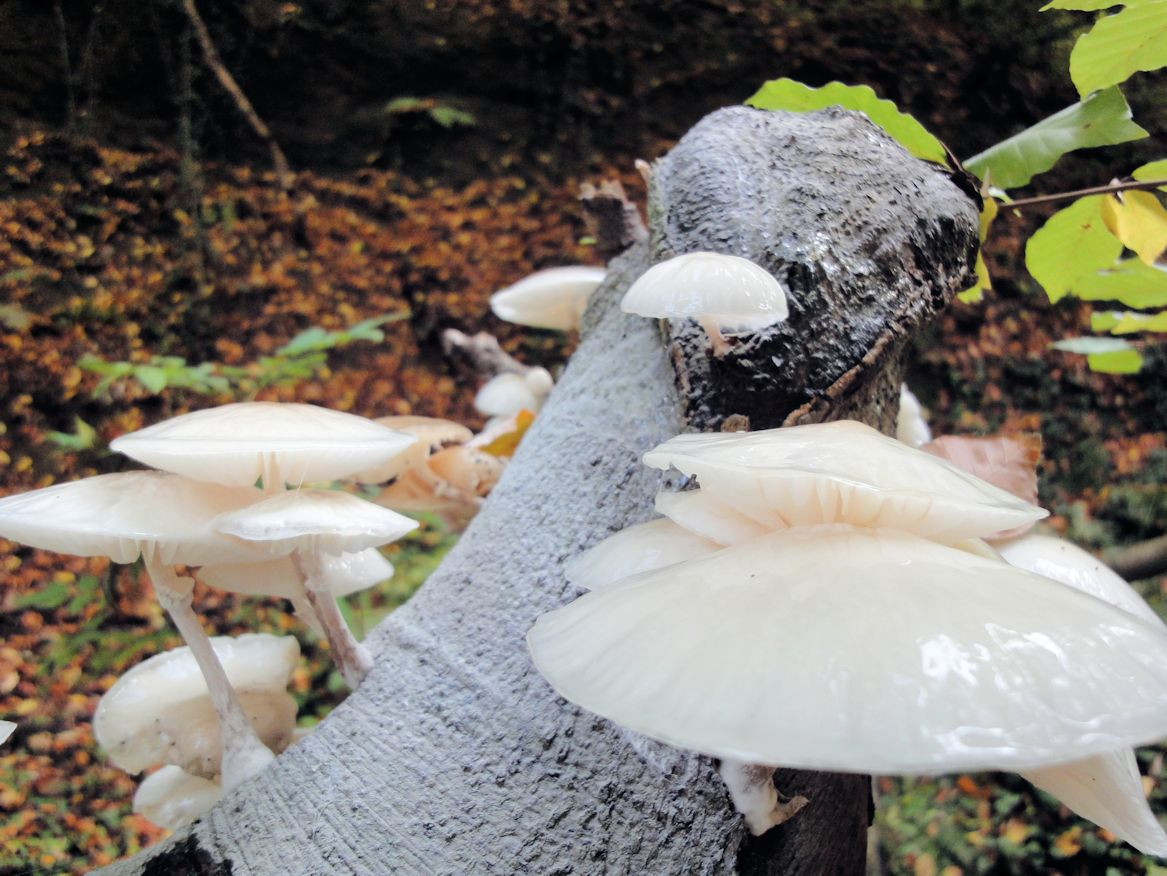
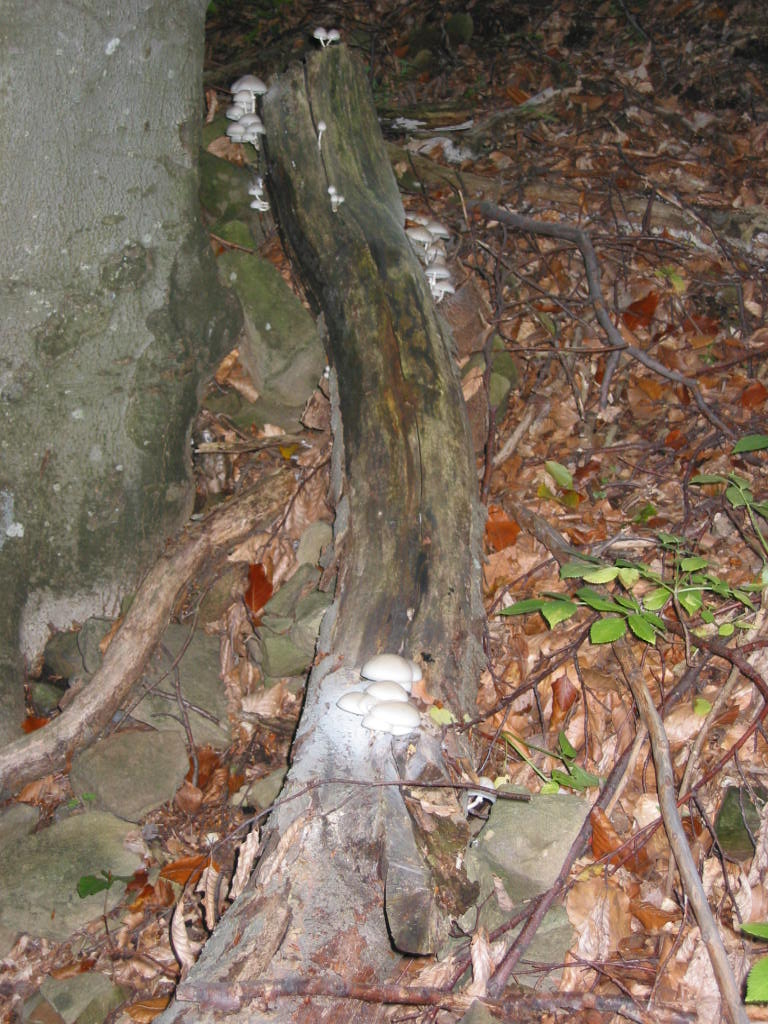
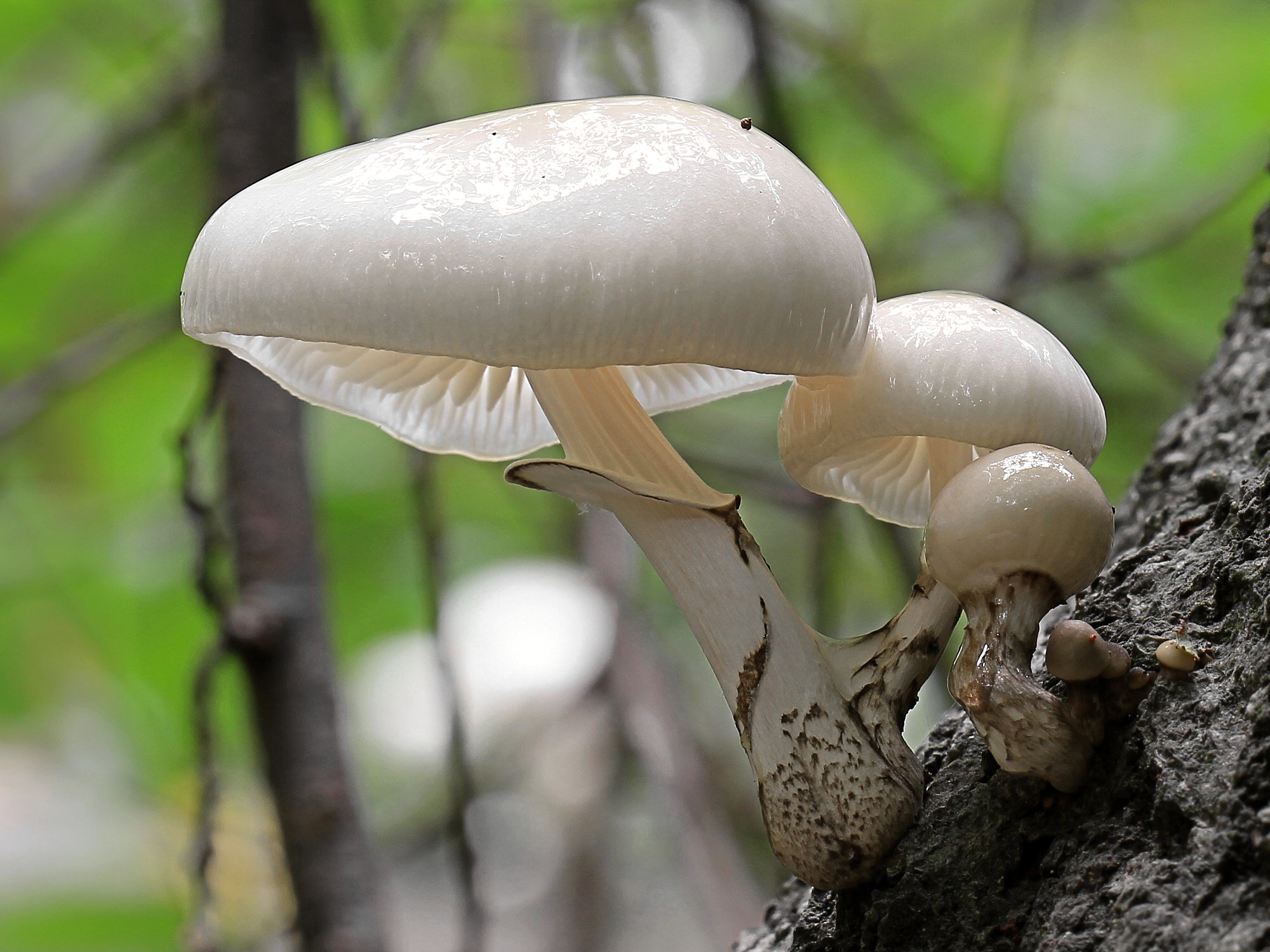
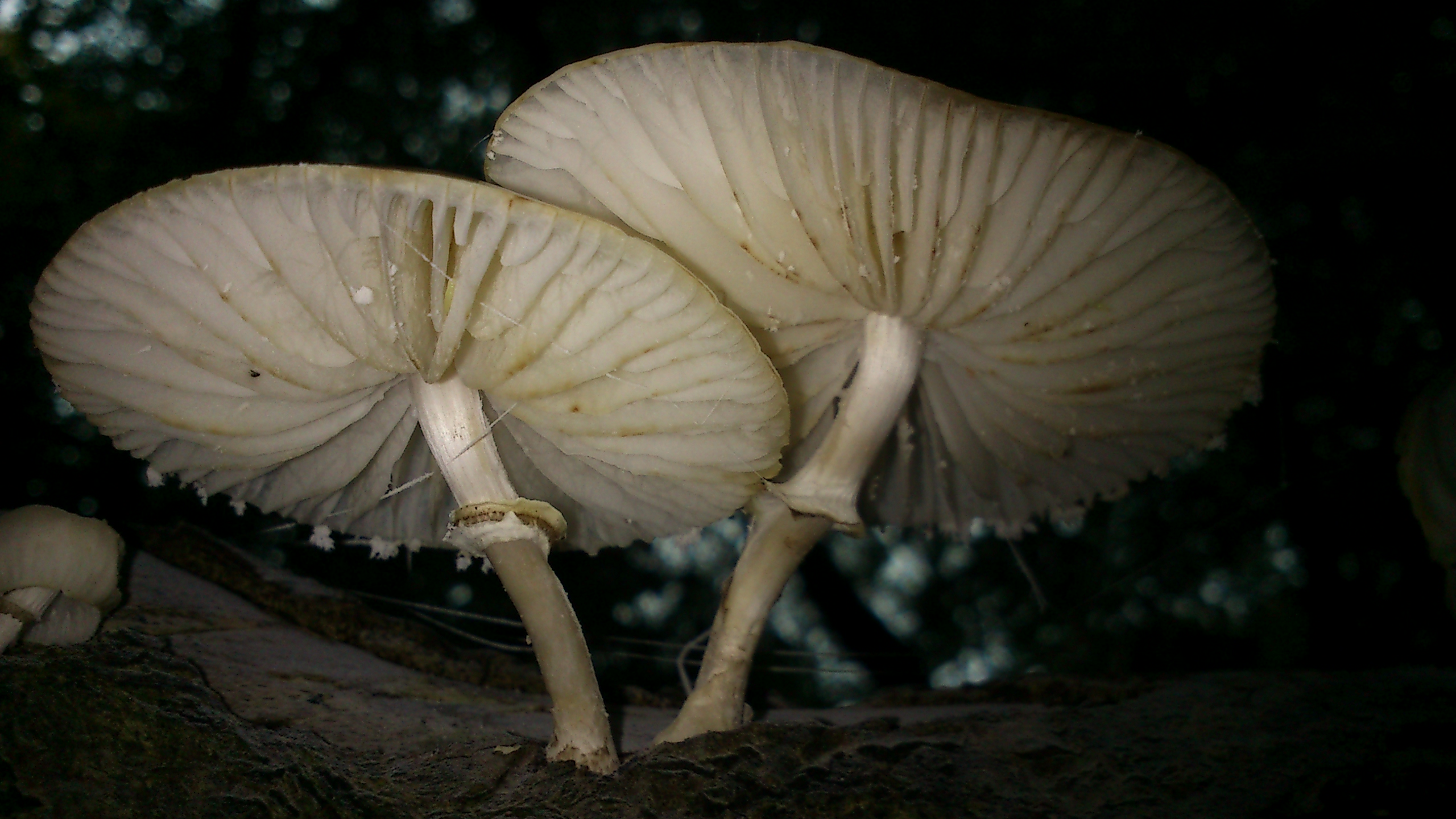
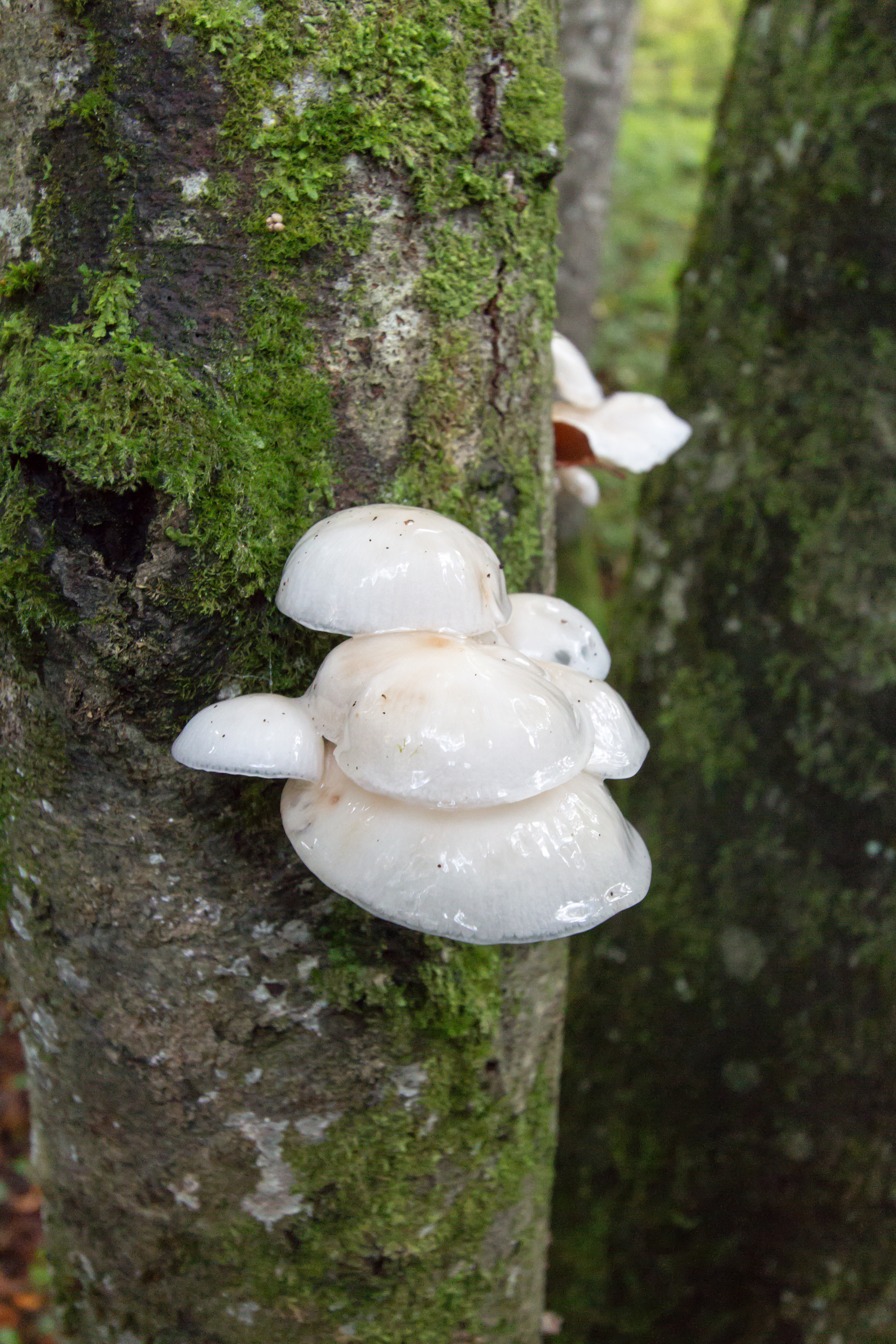
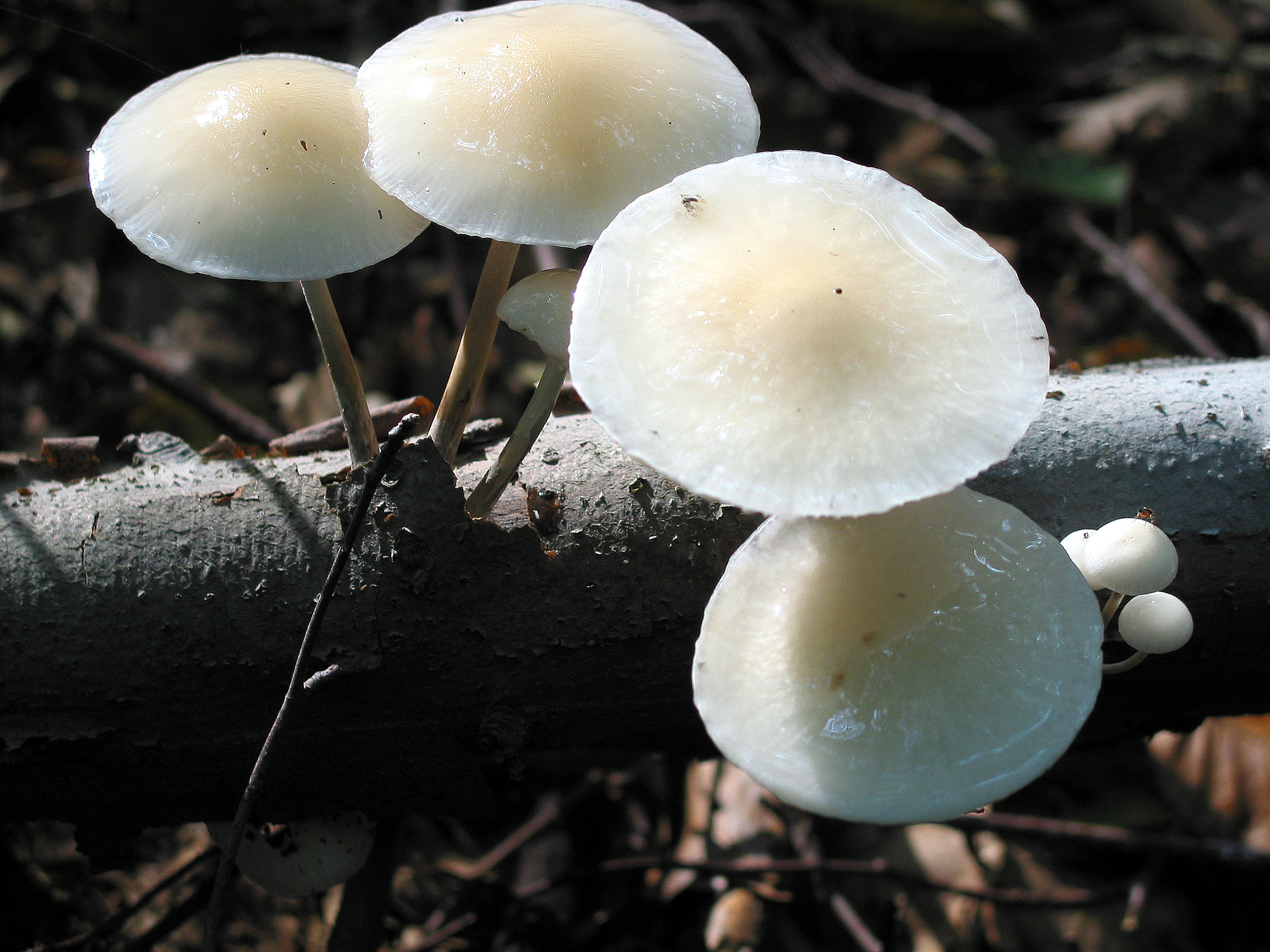
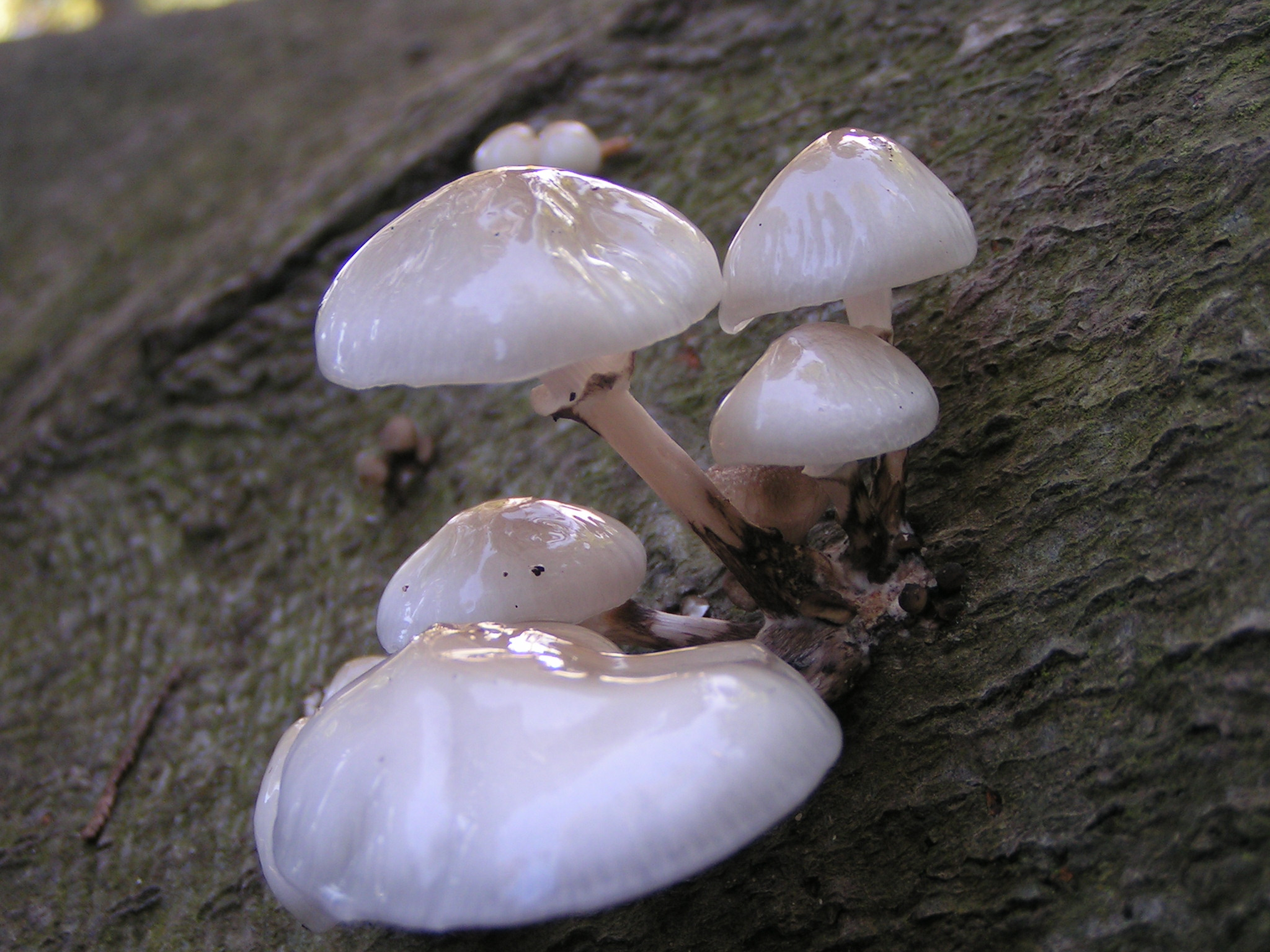
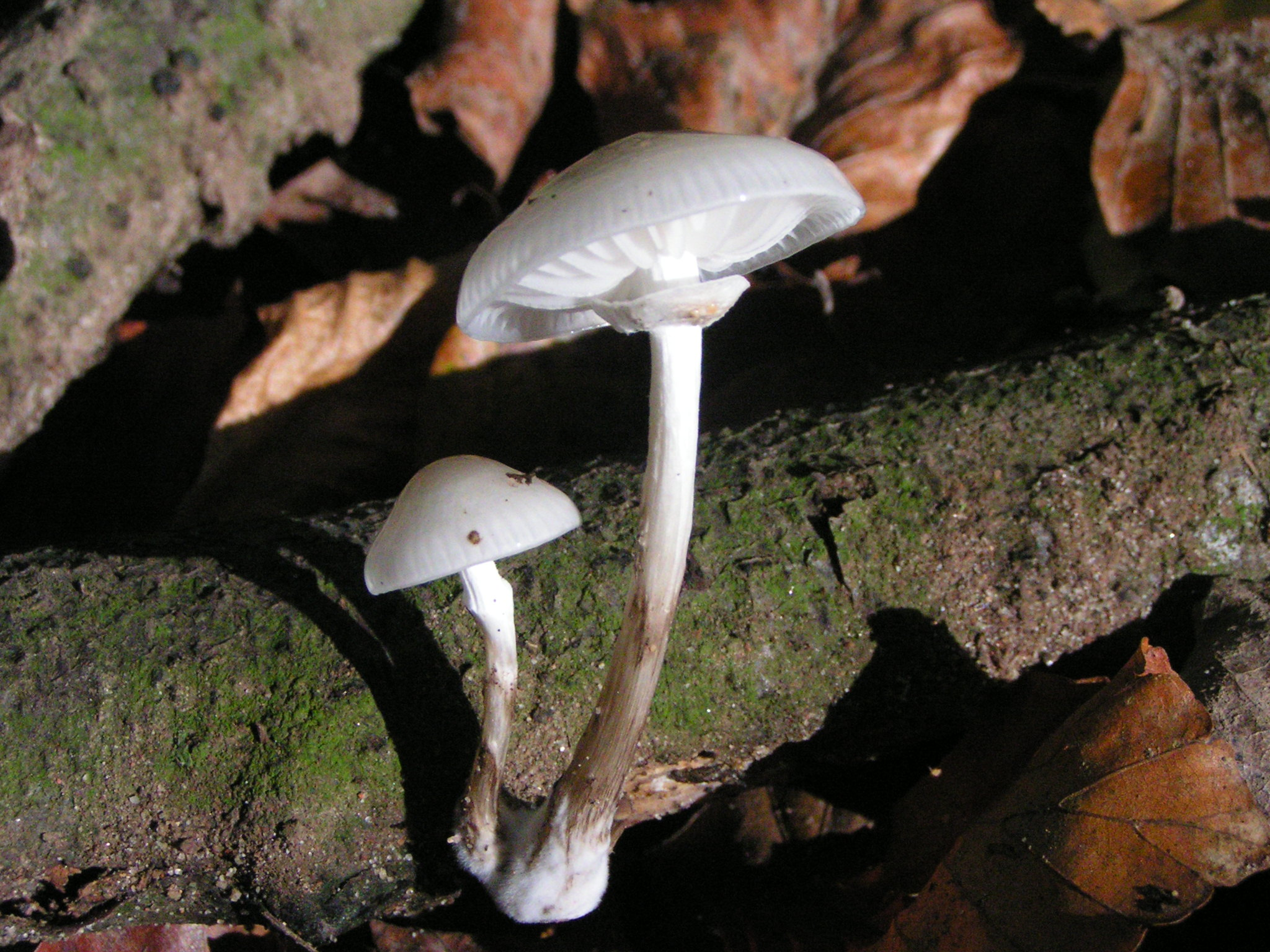
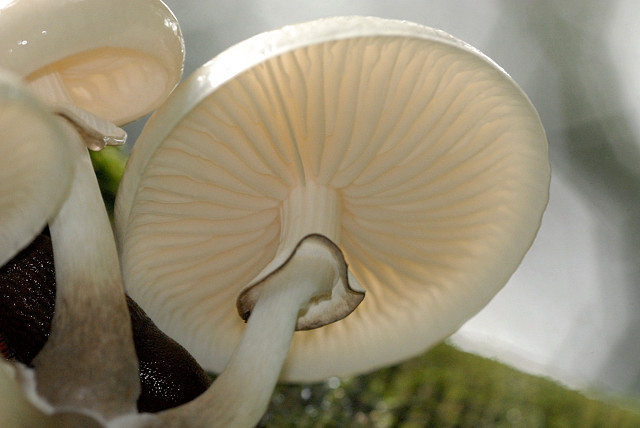
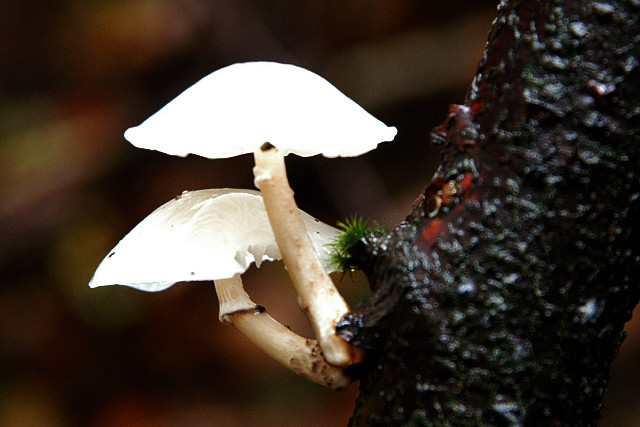